# Артюх, Сергей Валентинович
Серге́й Валенти́нович Артю́х (укр. Сергій Валентинович Артюх; 29 июля 1985, Донецк, СССР) — украинский футболист, нападающий.
В Высшей лиге дебютировал 20 августа 2006 года в матче против алчевской «Стали». Выступал за клуб «Нефтяник-Укрнафта».
8 августа 2015 года сыграл за сборную ДНР в товарищеском матче против ЛНР (4:1). За эту игру был пожизненно дисквалифицирован ФФУ в 2017 году..
Является лучшим бомбардиром сборной ДНР — 5 голов в 8 матчах.

## Достижения
- Бронзовый призёр чемпионата Азербайджана (1): 2008/09